# توبياس شروك
توبياس شروك (بالألمانية: Tobias Schröck)‏ هو لاعب كرة قدم ألماني في مركز الوسط، ولد في 31 ديسمبر 1992 في مولدورف في ألمانيا. لعب مع SV Wacker Burghausen ‏.

## وصلات خارجية
- توبياس شروك على موقع قاعدة بيانات كرة القدم.إي يو (الإنجليزية)
- توبياس شروك على موقع Soccerway.com (الإنجليزية)
- توبياس شروك على موقع عالم كرة القدم.نت (الإنجليزية)